# 里彭暨利茲教區
聖公會里彭暨利茲教區（英語：Diocese of Ripon and Leeds）是英格蘭教會約克教省下面的一個教區。成立於1836年10月5日。2014年4月20日與另外兩個教區重組成新的利茲教區。
轄區包括約克郡西部和北部，以及屬傳統上屬約克郡的蒂斯代爾地區。座堂是里彭座堂，現任主教為約翰·帕克。下分設一個副主教區、兩個會吏長區及八個會吏區，管理161個堂區。